# 尼古拉·马丁内斯库
尼古拉·马丁内斯库（羅馬尼亞語：Nicolae Martinescu，1940年2月24日—2013年4月1日），罗马尼亚男子摔跤运动员，1972年慕尼黑奥运会冠军。

## 生平
1940年2月24日，马丁内斯库生于罗马尼亚布勒伊拉县。
曾参加1964年、1968年、1972年、1976年四届奥运会摔跤比赛，其中1972年慕尼黑奥运会获得金牌，1968年墨西哥奥运会获得铜牌。
马丁内斯库的妻子Mioara Velicu是罗马尼亚流行歌手。
2013年4月1日，于罗马尼亚首都布加勒斯特逝世。